# Francisco de Sales Mascarenhas Loureiro
Francisco de Sales Mascarenhas Loureiro (Nelas, Santar, 24 de Novembro de 1919 - 27 de Fevereiro de 2000) foi um político e professor universitário português.

## Biografia
Filho de João Loureiro de Lemos e de sua mulher Maria das Dores Borges Mascarenhas. Casou com Margarida de Campos Ferrão.
Licenciado em Ciências Histórico-Filosóficas e em História.
Foi Presidente da Câmara Municipal de São Pedro do Sul de 1951 a 1963 e Director de vários Estabelecimentos de Ensino.
Eleito Deputado na VIII Legislatura, de 1961-1965, pelo Círculo Eleitoral N.° 18, de Viseu, desempenhou funções como Vogal da Comissão Política e Administrativa, Geral e Local. As suas intervenções enquanto Deputado incidiram sobre assuntos do interesse do Círculo Eleitoral que representava, falando, entre outros, de problemas da Agricultura, das assimetrias regionais e da escassez de protecção social para os trabalhadores rurais. Interveio, igualmente, no debate de questões relacionadas com a Educação.
Exerceu funções docentes na Universidade de Lourenço Marques, tendo obtido o Doutoramento por esta Instituição em 1974.
Foi destacado para a Universidade do Minho de 1975 a 1976, ano em que é nomeado Professor da Faculdade de Letras da Universidade de Lisboa, onde regeu as Cadeiras de História Medieval e de História Moderna de Portugal. Aqui atingiu a cátedra em 1979 e se jubilou em 1989.
Publicou várias obras de carácter literário:
- Fome[1]
- Destinos[1]
- A Lenda da Estátua Nua[1]
- etc

Publicou, além disso, trabalhos de índole científica, incidindo, sobretudo, sobre temas de História Medieval e História Moderna de Portugal, a exemplo dos títulos:
- Significado Histórico do Tema de Inês de Castro, 1969[1]
- Jornada del-Rei D. Sebastião às Partes de África, 1970[1]
- O Problema dos Escravos Mouriscos, 1972[1]
- Miguel de Moura: o Homem e a Época, 1974[1]
- D. Sebastião. Antes e Depois de Alcácer-Quibir, 1978[1]
- etc

Publicou, ainda, uma compilação das suas intervenções na Assembleia Nacional, com o título:
- Temas de Reflexão, 1966[1]